# Ahraurā
Ahraurā är en ort i Indien.   Den ligger i distriktet Mirzāpur och delstaten Uttar Pradesh, i den centrala delen av landet, 700 km sydost om huvudstaden New Delhi. Ahraurā ligger 106 meter över havet och antalet invånare är 25 075.
Terrängen runt Ahraurā är huvudsakligen platt, men söderut är den kuperad. Terrängen runt Ahraurā sluttar norrut. Runt Ahraurā är det tätbefolkat, med 591 invånare per kvadratkilometer. Närmaste större samhälle är Chunār, 19,6 km nordväst om Ahraurā. Trakten runt Ahraurā består till största delen av jordbruksmark.